# 야다촌
야다촌(谷田村)은 사이타마현 기타아다치군에 존재했던 촌이다. 
1932년 4월 1일에 우라와정에 편입해, 소멸하였다.

## 지리
- 사이타마현 중앙(기타아다치) 지역의 남부에 있었다.
- 오미야 고원의 남쪽 끝에 위치하며, 고원과 그 사이에 있는 계곡으로 이루어져 있다.
- 2006년 현재 미나미구 동부의 오타니바, 오타니구치, 히로가야도, 엔쇼지, 미나미우라와(4초메 제외), 미나미혼초와 미도리구 서쪽 끝의 하라산, 그리고 이 두 구의 경계에 걸쳐 있는 오타쿠보, 우라와구 마에지 1, 2초메는 거의 구촌에 해당한다.
- 위 범위의 2006년 1월 1일 현재 인구는 73,069명이다(「사이타마현 정(丁)자별 인구조사」기준).

## 인구
- 1889년 4월 1일 - 정촌제 시행에 병행해 기타아다치군 야다촌이 성립하였다.
- 1932년 4월 1일 - 기자키촌과 함께 우라와정에 편입해 소멸하였다.
- 1934년 2월 11일 - 우라와정이 시로 승격해, 우라와시가 되었다.
- 1940년 11월 3일 - 미하시촌, 오사토촌, 미야하라촌, 닛신촌과 합병해, 오미야시가 되었다.
- 2001년 5월 1일 - 우라와시, 오미야시, 요노시와 합병해, 사이타마시가 성립에 의해 구 기자키촌의 지역도 사이타마시가 되었다.
- 2003년 4월 1일 - 사이타마시의 정령지정도시 전환에 따른 구로 승격해 하라산과 오타쿠보의 북쪽은 미도리구, 앞쪽은 우라와구, 그 외의 지역은 미나미구로 편입되었다.

## 참고문헌
- 「角川日本地名大辞典」編纂委員会『角川日本地名大辞典 11 埼玉県』角川書店、1980年7月8日。ISBN 4040011104。
- 浦和市総務部市史編さん室『わがまち浦和―地域別案内』浦和市、1982年11月30日。